# Josef Bican
Josef Bican (pronunciación en alemán: /'jozɛf biːtzan/; Viena, Imperio austrohúngaro; 25 de septiembre de 1913–Praga, Chequia; 12 de diciembre de 2001) fue un futbolista profesional austrocheco que jugaba como delantero y es el tercer goleador más prolífico en partidos oficiales en la historia registrada con 805 goles en 530 partidos.
Según la Rec.Sport.Soccer Statistics Foundation, Bican anotó más de 1813 goles en total en más de 1089 partidos, lo que lo convierte en el segundo mejor goleador de todos los tiempos, detrás de Lajos Tichy con al menos 1912 goles en total y al menos 1301 partidos en total. Del mismo modo es considerado por diferentes personas y prensa vinculadas al deporte como uno de los mejores jugadores en la citada demarcación de la historia del fútbol y como el mejor jugador en la historia de los torneos de máxima categoría de liga checoeslovaca debido a velocidad y porcentaje anotador y por su influencia en el territorio durante su período de entreguerra y posguerra. Mismo registro ostenta por la Rec.Sport.Soccer Statistics Foundation como el máximo goleador en los campeonatos de primera división del Europa, con 518 goles —cuarta mejor marca mundial—. Sus registros le permitieron ser designado por el mismo organismo como uno de los 50 mejores jugadores del siglo xx.
A nivel de selecciones participó con el equipo nacional austríaco, con quien debutó internacionalmente, en el Mundial de 1934 celebrado en Italia y donde su equipo finalizó en el cuarto puesto del campeonato. Posteriormente formó parte de la selección checoslovaca, logrando entre ellas un total de 41 goles en 43 partidos. Participó también en 6 partidos con selección bohema, siendo uno de los pocos jugadores en la historia en haber jugado con tres selecciones diferentes. Entre los años 1939 y 1944 fue el mayor anotador de Europa cinco veces seguidas. En total fue once veces máximo goleador de la Liga checoslovaca y una vez máximo goleador de la Liga austríaca. A lo largo de su carrera se estima según Franz Binder y sus propias declaraciones que pudo anotar más de 5000 goles a lo largo de su carrera, registros todos que le sirvieron para recibir numerosas distinciones y condecoraciones como la otorgada por la Organización Internacional de Historiadores del Fútbol en Múnich en 1997.

## Trayectoria

### Orígenes y primeros años
Pepi Bican creció en un pequeño apartamento en distrito obrero vienés de Quellenstraße, zona de numerosas fábricas de ladrillos e inmigrantes que esperaban a acumularse en la capital austriaca como trabajadores. Trasladados allí en busca de prosperidad desde Praga, su residencia en Austria estaba conformada en gran parte por personas de Bohemia y Moravia así como de Hungría, el fútbol se convirtió no solo en un medio de distracción de la vida cotidiana, sino también una de las pocas oportunidades de hacer carrera en los oriundos. Ésta es también la razón por la que varios jugadores de la Primera División de Austria (en alemán: Fußball-Erstligavereine) provenían de allí y conformaron los primeros nombres de importancia en el incipiente fútbol austríaco, en la que su padre jugó con el Allgemeine Sport-Verein Hertha. Vecinos de la familia Sindelar y su hijo Matthias, más tarde capitán y compañero en la selección conocida como el «equipo de ensueño» (en alemán: Wunderteam), ambos son considerados como los mejores jugadores de la historia del país.
Iniciado en el equipo de su padre y de Sindelar, el A. S. V. Hertha, la mayor parte de su período deportivo estuvo ligado al Slavia Praga con quien al final de su etapa anotó un total de 571 goles en 316 partidos,oficiales y estimados más de 1131 en 637 partidos. Lamentablemente su auge profesional se vio interrumpido por la Segunda Guerra Mundial privándole de participar en más Copas del Mundo que propició que el ostracismo de sus territorios en Europa respecto a otras naciones mermase su repercusión e influencia a nivel internacional, ni el renombre de otros grandes futbolistas centroeuropeos como por ejemplo el hispano-húngaro Ferenc Puskás.
Sus goles le sitúan como uno de los jugadores con mejor promedio anotador por partido de la historia del fútbol, e incluyendo los convertidos con las selecciones, torneos de reserva y distintos torneos nacionales, llegó a los 1131 goles oficiales en 637 partidos. Algunos historiadores ahondan en las crónicas y refieren que anotó una cifra de 5000 goles en toda su carrera como futbolista, no pudiendo reflejarse como datos oficiales.Un libro sobre él escrito por Josef Pondelik “Bican pet Tisíc gólu” (“Bican, 5000 goles”), cuenta la historia de este fantástico goleador, que se retiró a los 42 años, acaso para poder agregar lo que se perdió de jugar por la guerra. Le llegó a decir al español Miguel Vidal que en toda su carrera hizo 5.000 goles, aunque suene a exageración. “Si como dicen, Pelé hizo 1.500 sumando todo, no hay comparación posible, y le contaban los entrenamientos. Y eso que la Segunda Guerra Mundial me sacó siete años de los mejores, cuando me encontraba en la plenitud. ¿Cuántos goles más tendría entonces?”, se preguntó.
De estrechos lazos familiares, la temprana muerte de su padre debido a una lesión le hizo refugiarse en sus abuelos y su país de origen al que retornó posteriormente para continuar su carrera.

### El ascenso a la élite austríaca
Después de un breve periplo en el Schustek y el equipo de su empresa laboral, el Farbenlutz, fue reclutado por Roman Schramseis para las categorías inferiores del Rapid de Viena. En su primer entrenamiento con el equipo juvenil anotó seis o siete goles y cambió la opinión de los aficionados al club, quienes creían que era poco experimentado para su equipo. En su primer partido con el equipo amateur anotó cinco goles y después de tres meses, con 17 años, ingresó en el equipo de reservas por el entrenador Dionys Schönecker, y del que pasó de nuevo tres meses después a formar parte del primer equipo con Willibald Kirbes, Matthias Kaburek, Hans Pesser y Franz Binder, considerados como algunos de los mejores jugadores del conjunto austriaco.
Su debut en liga fue el 6 de septiembre de 1931 contra el Austria de Viena en el Hohe Warte Stadion. Desde los medios de comunicación este debut se transcribió como una lucha generacional entre el joven Bican y el reconocido Sindelar. Bican anotó un hat-trick para un 5-3 final. Su primera temporada concluyó con ocho partidos y diez goles y un tercer lugar en la clasificación, completados con otros dos goles más hasta las semifinales de la ÖFB-Cup. Junto a Franz Weselik, Matthias Kaburek y Bimbo Binder conformó la denominada «tormenta interior» de los años treinta. En la temporada siguiente alcanzó el subcampeonato detrás del First Vienna Football Club 1894 gracias a los 11 tantos en 16 partidos de Bican para un total de 17 goles en 18 partidos de su campaña.

### Años posteriores y fallecimiento
En los últimos años de su vida se dedicó a su vida familiar y por si a estar comprometido con el desarrollo del fútbol en su país, pero su vida pronto comenzó a decaer producto de varios problemas cardíacos que seriamente comprometió ya su salud, y en diciembre del 2001 falleció a la edad de 88 años, víctima de un infarto.

## Selección nacional

### Selección absoluta
Fue internacional con la selección de Austria, la de Checoslovaquia y brevemente con Bohemia y Moravia durante el conflicto en el país. Jugó 38 partidos internacionales y anotó 31 goles contando sus participaciones en las citadas selecciones.

### Encuentros regionales
El jugador también disputó varios encuentros con combinados de las ciudades de Praga y Ostrava.

## Participaciones en Copas del Mundo
| Mundial              | Sede   | Resultado    | Partidos | Goles |
| -------------------- | ------ | ------------ | -------- | ----- |
| Copa Mundial de 1934 | Italia | Cuarto lugar | 4        | 1     |

## Estadísticas

### Inferiores
Datos actualizados a fin de carrera deportiva.
| S. K. Rapid Amateur                                                                                                   | 1931-32          | Amt.             | 2  | 3  | - | - | Inaccesibles | Inaccesibles | 2  | 3  | 1,50 |
| S. K. Rapid Reserve                                                                                                   | 1931-32          | Res.             | 13 | 24 | 1 | 1 | Inaccesibles | Inaccesibles | 14 | 25 | 1,79 |
| Total inferiores | Total inferiores | Total inferiores | 15 | 27 | 1 | 1 | 0            | 0            | 16 | 28 | 1,75 |
| (1) Incluye datos de la ÖFB-Cup Reserves (1931-37). (2) Sin competencias. (3) No incluye goles en partidos amistosos. |                  |                  |    |    |   |   |              |              |    |    |      |

### Clubes
| Club | Div.                 | Temporada            |       | Liga  | Copas (4)    | Copas (4)                                          | Internacional (5) | Internacional (5) | Total (6) | Total (6) | Media goleadora |
| Club | Div.                 | Temporada            | Goles | Part. | Goles        | Part.                                              | Goles             | Part.             | Goles     | Part.     | Media goleadora |
| S. K. Rapid · Austria | 1.ª                  | 1931-1932            | 10    | 8     | 5            | 4                                                  | -                 | -                 | 15        | 12        | 1.25            |
| S. K. Rapid · Austria | 1.ª                  | 1932-1933            | 11    | 16    | 6            | 2                                                  | -                 | -                 | 17        | 18        | 0.94            |
| S. K. Rapid · Austria | 1.ª                  | 1933-1934            | 29    | 22    | 5            | 5                                                  | 1                 | 3                 | 35        | 30        | 1.17            |
| S. K. Rapid · Austria | 1.ª                  | 1934-1935            | 4     | 3     | -            | -                                                  | -                 | -                 | 4         | 3         | 1.33            |
| S. K. Rapid · Austria | Total Rapid          | Total Rapid          | 54    | 49    | 16           | 11                                                 | 1                 | 3                 | 71        | 63        | 1.13            |
| W. S. K. Admira Austria | 1.ª                  | 1935-1936            | 7     | 15    | 3            | 2                                                  | 2                 | 2                 | 12        | 19        | 0.63            |
| W. S. K. Admira Austria | 1.ª                  | 1936-1937            | 10    | 11    | 2            | 1                                                  | -                 | -                 | 12        | 12        | 1.00            |
| W. S. K. Admira Austria | Total Admira         | Total Admira         | 17    | 26    | 5            | 3                                                  | 2                 | 2                 | 24        | 31        | 0.77            |
| S. K. Slavia Praha Checoslovaquia Bohemia y Moravia | 1.ª                  | 1937-1938            | 22    | 19    | 4            | 1                                                  | 10                | 8                 | 36        | 28        | 1.29            |
| S. K. Slavia Praha Checoslovaquia Bohemia y Moravia | 1.ª                  | 1938-1939            | 29    | 20    | 2            | 2                                                  | 2                 | 2                 | 33        | 24        | 1.38            |
| S. K. Slavia Praha Checoslovaquia Bohemia y Moravia | 1.ª                  | 1939-1940            | 50    | 22    | 12           | 6                                                  | -                 | -                 | 71        | 28        | 2.21            |
| S. K. Slavia Praha Checoslovaquia Bohemia y Moravia | 1.ª                  | 1940-1941            | 38    | 22    | 18           | 9                                                  | -                 | -                 | 56        | 31        | 1.81            |
| S. K. Slavia Praha Checoslovaquia Bohemia y Moravia | 1.ª                  | 1941-1942            | 45    | 22    | 18           | 8                                                  | Inexistentes      | Inexistentes      | 63        | 30        | 2.10            |
| S. K. Slavia Praha Checoslovaquia Bohemia y Moravia | 1.ª                  | 1942-1943            | 39    | 20    | 7            | 4                                                  | Inexistentes      | Inexistentes      | 46        | 24        | 1.91            |
| S. K. Slavia Praha Checoslovaquia Bohemia y Moravia | 1.ª                  | 1943-1944            | 57    | 26    | 19           | 6                                                  | Inexistentes      | Inexistentes      | 76        | 32        | 2.38            |
| S. K. Slavia Praha Checoslovaquia Bohemia y Moravia | 1.ª                  | 1944-1945            | 16    | 9     | 36           | 15 1-3 en Copa Checa y 4-12 / 5-16 en Copa Bohemia | Inexistentes      | Inexistentes      | 52        | 24        | 2.17            |
| S. K. Slavia Praha Checoslovaquia Bohemia y Moravia | 1.ª                  | 1945-1946            | 31    | 16    | 1            | 1                                                  | Inexistentes      | Inexistentes      | 32        | 17        | 1.88            |
| S. K. Slavia Praha Checoslovaquia Bohemia y Moravia | 1.ª                  | 1946-1947            | 43    | 23    | 1            | 1                                                  | Inexistentes      | Inexistentes      | 44        | 24        | 1.83            |
| S. K. Slavia Praha Checoslovaquia Bohemia y Moravia | 1.ª                  | 1947-1948            | 20    | 13    | 8            | 3                                                  | -                 | -                 | 28        | 16        | 1.75            |
| S. K. Slavia Praha Checoslovaquia Bohemia y Moravia | 1.ª                  | 1948                 | 21    | 7     |              |                                                    | -                 | -                 | 21        | 7         | 3.00            |
| S. K. Vítkovické Železárny Checoslovaquia | 2.ª                  | 1949                 | 40    | 21    | Inexistentes | Inexistentes                                       | Inexistentes      | Inexistentes      | 40        | 21        | 1.90            |
| S. K. Vítkovické Železárny Checoslovaquia | 1.ª                  | 1950                 | 22    | 21    | -            | -                                                  | Inexistentes      | Inexistentes      | 22        | 21        | 1.05            |
| S. K. Vítkovické Železárny Checoslovaquia | 1.ª                  | 1951                 | 8     | 12    | -            | -                                                  | -                 | -                 | 8         | 12        | 0.67            |
| S. K. Vítkovické Železárny Checoslovaquia | Total Vítkovické     | Total Vítkovické     | 70    | 54    | 0            | 0                                                  | 0                 | 0                 | 70        | 54        | 1.30            |
| Škoda Hradec Králové Checoslovaquia | 2.ª                  | 1952                 | 53    | 26    | 7            | 8                                                  | Inexistentes      | Inexistentes      | 60        | 34        | 1.76            |
| Škoda Hradec Králové Checoslovaquia | Total Hradec Králové | Total Hradec Králové | 53    | 26    | 7            | 8                                                  | 0                 | 0                 | 60        | 34        | 1.76            |
| D. S. O. Dynamo Praha Checoslovaquia | 1.ª                  | 1953                 | 7     | 10    | Inexistentes | Inexistentes                                       | Inexistentes      | Inexistentes      | 7         | 10        | 0.70            |
| T. J. Dynamo Praha Checoslovaquia | 1.ª                  | 1954                 | 11    | 14    | Inexistentes | Inexistentes                                       | Inexistentes      | Inexistentes      | 11        | 14        | 0.79            |
| T. J. Dynamo Praha Checoslovaquia | 1.ª                  | 1955                 | 4     | 7     | Inexistentes | Inexistentes                                       | -                 | -                 | 4         | 7         | 0.57            |
| T. J. Dynamo Praha Checoslovaquia | Total Slavia-Dynamo  | Total Slavia-Dynamo  | 433   | 250   | 126          | 56                                                 | 12                | 10                | 571       | 316       | 1.81            |
| Total carrera | Total carrera        | Total carrera        | 627   | 405   | 154          | 78                                                 | 15                | 15                | 796       | 498       | 1.62            |
| (4) Incluye datos de la ÖFB-Cup (1931-36) / Česke Pohar (1940-44); Středočeský Pohár (1937, 1940-46); Pohár Osvobození (1945); Československý pohár (1950-55). (5) Incluye datos de la Copa Mitropa (1934-40). (6) No incluye goles en partidos amistosos ni tampoco los goles de entrenador-jugador en el Liberec , Zbrojovka Brno , Baniki Pribram y Kadlo |                      |                      |       |       |              |                                                    |                   |                   |           |           |                 |

### Selecciones
| Austria | 1933-34                     | 2 | 2 | 5 | 1 | 3  | 3  | 10 | 6  | 0.60 |
| Austria | 1934-35                     | 1 | 0 | — | — | 1  | 0  | 2  | 0  | 0    |
| Austria | 1935-36                     | 2 | 4 | — | — | 4  | 4  | 6  | 8  | 1.33 |
| Austria | 1936-37                     | 1 | 0 | — | — | 0  | 0  | 1  | 0  | 0    |
| Total | Total                       | 6 | 6 | 5 | 1 | 8  | 7  | 19 | 14 | 0.74 |
| Checoslovaquia | 1938-39                     | - | - | — | — | 3  | 6  | 3  | 6  | 2.00 |
| Bohemia y Moravia | 1939-40                     | - | - | — | — | 8  | 9  | 8  | 9  | 1.13 |
| Checoslovaquia | 1945-46                     | - | - | — | — | 1  | -  | 1  | 0  | 0    |
| Checoslovaquia | 1946-47                     | - | - | — | — | 4  | 3  | 4  | 3  | 0.75 |
| Checoslovaquia | 1947-48                     | - | - | — | — | 2  | 9  | 2  | 9  | 4.50 |
| Checoslovaquia | 1948-49                     | 1 | - | — | — | 2  | -  | 5  | 0  | 0    |
| Checoslovaquia | 1949-50                     | - | - | - | - | 1  | -  | 1  | 0  | 0    |
| Total | Total                       | 1 | 0 | 0 | 0 | 24 | 27 | 24 | 27 | 1.13 |
| Total selecciones absolutas | Total selecciones absolutas | 7 | 6 | 5 | 1 | 31 | 34 | 43 | 41 | 0.96 |
| (4) Copa Internacional Dr. Gerö (1933-50). Incluye datos de las fases de clasificación para los campeonatos continentales. (5) Incluye datos de las fases de clasificación para los campeonatos del Mundo. |                             |   |   |   |   |    |    |    |    |      |

### Máximo goleador de la historia del fútbol
| Competición            | Goles | Partidos | Asistencias |
| ---------------------- | ----- | -------- | ----------- |
| 542                    | 367   | 91       |             |
| Copas nacionales       | 134   | 65       | 10          |
| Torneos domésticos     | 30    | 52       | 7           |
| Copas internacionales  | 15    | 15       | 8           |
| Selección Austriaca    | 14    | 19       | 9           |
| Selección Checoslovaca | 18    | 16       | 6           |
| Selección de Bohemia   | 9     | 8        | 2           |
| Total                  | 762   | 552      | 133         |

1. Máximo goleador en la historia del fútbol contando amistosos no oficiales verificados: 1813 RSSSF : Prolific Scorers Data - Josef Bican - Additional Data

### Inferiores
Datos actualizados a fin de carrera deportiva.
| SK Rapid Viena Amateur · Austria                                                                                   | Amt.  | 1931-32 | 2  | 3  | 1  | 2  | Inaccesibles | Inaccesibles | 3  | 5  | 1,66 |
| SK Rapid Viena Amateur · Austria                                                                                   | Res.  | 1931-32 | 13 | 24 | 12 | 29 | Inaccesibles | Inaccesibles | 25 | 53 | 2,12 |
| SK Rapid Viena Amateur · Austria                                                                                   | Total | Total   | 15 | 27 | 12 | 29 | 0            | 0            | 28 | 58 | 2.07 |
| (1) Incluye datos de la ÖFB-Cup Reserves (1931-37). (2) Sin competencias. (3) incluye goles en partidos amistosos. |       |         |    |    |    |    |              |              |    |    |      |

### Clubes
Datos actualizados a fin de carrera deportiva.
| Club                        | Div.       | Temporada  | Liga  | Liga  | Copas (4)    | Copas (4)    | Internacional (5) | Internacional (5) | Total | Total | Media goleadora(6) |
| Club                        | Div.       | Temporada  | Part. | Goles | Part.        | Goles        | Part.             | Goles             | Part. | Goles | Media goleadora(6) |
| --------------------------- | ---------- | ---------- | ----- | ----- | ------------ | ------------ | ----------------- | ----------------- | ----- | ----- | ------------------ |
| SK Rapid Viena · Austria    | 1.ª        | 1931-32    | 23    | 37    | 26           | 13           | -                 | -                 | 49    | 50    | 1.02               |
| SK Rapid Viena · Austria    | 1.ª        | 1932-33    | 18    | 45    | 14           | 21           | -                 | -                 | 32    | 66    | 2.06               |
| SK Rapid Viena · Austria    | 1.ª        | 1933-34    | 25    | 20    | 5            | 17           | -                 | -                 | 30    | 37    | 1.23               |
| SK Rapid Viena · Austria    | 1.ª        | 1934-35    | 22    | 10    | 8            | 3            | -                 | -                 | 30    | 18    | 0.60               |
| SK Rapid Viena · Austria    | Total club | Total club | 88    | 112   | 53           | 54           | 3                 | 18                | 144   | 184   | 1.27               |
| W. S. K. Admira · Austria   | 1.ª        | 1935-36    | 26    | 34    | 12           | 23           | 7                 | 22                | 45    | 79    | 1.76               |
| W. S. K. Admira · Austria   | 1.ª        | 1936-37    | 20    | 28    | 10           | 7            | 11                | 9                 | 41    | 44    | 1.10               |
| W. S. K. Admira · Austria   | Total club | Total club | 46    | 62    | 22           | 30           | 18                | 31                | 86    | 123   | 1.43               |
| Slavia Praga Checoslovaquia | 1.ª        | 1936-37    | 24    | 70    | 11           | 19           | -                 | -                 | 35    | 89    | 2.54               |
| Slavia Praga Checoslovaquia | 1.ª        | 1937-38    | 21    | 39    | Inexistentes | Inexistentes | 15                | 36                | 36    | 75    | 2.88               |
| Slavia Praga Checoslovaquia | 1.ª        | 1938-39    | 20    | 29    | Inexistentes | Inexistentes | 18                | 26                | 38    | 55    | 1.41               |
| Slavia Praga Checoslovaquia | 1.ª        | 1939-40    | 25    | 55    | 6            | 9            | -                 | -                 | 31    | 66    | 1.44               |
| Slavia Praga Checoslovaquia | 1.ª        | 1940-41    | 20    | 41    | 8            | 10           | Inexistentes      | Inexistentes      | 28    | 51    | 1.82               |
| Slavia Praga Checoslovaquia | 1.ª        | 1941-42    | 19    | 38    | 13           | 7            | Inexistentes      | Inexistentes      | 32    | 45    | 1.40               |
| Slavia Praga Checoslovaquia | 1.ª        | 1942-43    | 17    | 34    | 12           | 14           | Inexistentes      | Inexistentes      | 29    | 48    | 1.66               |
| Slavia Praga Checoslovaquia | 1.ª        | 1943-44    | 32    | 71    | 9            | 22           | Inexistentes      | Inexistentes      | 41    | 93    | 2.26               |
| Slavia Praga Checoslovaquia | 1.ª        | 1944-45    | 40    | 68    | 6            | 20           | Inexistentes      | Inexistentes      | 46    | 88    | 1.91               |
| Slavia Praga Checoslovaquia | 1.ª        | 1945-46    | 16    | 31    | 27           | 38           | Inexistentes      | Inexistentes      | 43    | 69    | 1.60               |
| Slavia Praga Checoslovaquia | 1.ª        | 1946-47    | 41    | 79    | Inexistentes | Inexistentes | Inexistentes      | Inexistentes      | 41    | 79    | 1.93               |
| Slavia Praga Checoslovaquia | 1.ª        | 1947-48    | 15    | 32    | Inexistentes | Inexistentes | Inexistentes      | Inexistentes      | 15    | 32    | 2.13               |
| Slavia Praga Checoslovaquia | 1.ª        | 1948-49    | 12    | 42    | Inexistentes | Inexistentes | Inexistentes      | Inexistentes      | 12    | 42    | 3.50               |
| Slavia Praga Checoslovaquia | Total club | Total club | 302   | 629   | 92           | 139          | 33                | 62                | 427   | 832   | 1.95               |

## Palmarés

### Campeonatos nacionales
| Título                          | Club            | País           | Año     |
| ------------------------------- | --------------- | -------------- | ------- |
| Bundesliga                      | Rapid Viena     | Austria        | 1934-35 |
| Bundesliga                      | SK Admira Viena | Austria        | 1935-36 |
| Bundesliga                      | SK Admira Viena | Austria        | 1936-37 |
| Primera División Checoslovaquia | Slavia Praga    | Checoslovaquia | 1939-40 |
| Primera División Checoslovaquia | Slavia Praga    | Checoslovaquia | 1940-41 |
| Primera División Checoslovaquia | Slavia Praga    | Checoslovaquia | 1941-42 |
| Primera División Checoslovaquia | Slavia Praga    | Checoslovaquia | 1942-43 |
| Primera División Checoslovaquia | Slavia Praga    | Checoslovaquia | 1946-47 |
| Primera División Checoslovaquia | Slavia Praga    | Checoslovaquia | 1947-48 |

### Campeonatos internacionales
| Título       | Club         | País           | Año  |
| ------------ | ------------ | -------------- | ---- |
| Copa Mitropa | Slavia Praga | Checoslovaquia | 1938 |

### Distinciones individuales
| Distinción                                                    | Año                           |
| ------------------------------------------------------------- | ----------------------------- |
| Máximo Goleador de la Bundesliga (Austria)                    | 1933-34                       |
| Máximo Goleador de la Primera División de Checoslovaquia      | 1940, 1941, 1942, 1943 y 1944 |
| Máximo Goleador Europeo del Año                               | 1940, 1941, 1942, 1943 y 1944 |
| Máximo Goleador Mundial en la historia de la Primera División | 2004                          |
| 28.º lugar en el ranquin del Mejor jugador europeo del siglo  | 2006                          |
| 34.º lugar en el ranquin del Mejor jugador mundial del siglo  | 2006                          |

## Homenajes
El asteroide (10634) Pepibican fue llamado así en su honor.